# Larry Sanger
Lawrence Mark Sanger, detto Larry Sanger (Bellevue, 16 luglio 1968), è un filosofo statunitense,  cofondatore di Wikipedia e Citizendium.

## Biografia
Dopo essere cresciuto ad Anchorage, in Alaska, nel 1991 si è laureato in filosofia al Reed College di Portland, nell'Oregon, e ha conseguito il dottorato in filosofia nel 2000 all'Università statale dell'Ohio. La sua tesi di laurea si intitolava I metodi cartesiani e le loro basi teoriche, mentre la sua tesi di dottorato riguardava la Circolarità epistemica: un saggio sul problema della meta-giustificazione.
Larry Sanger fu assunto da Jimmy Wales nella Bomis come caporedattore di Nupedia. A causa della frustrazione per i lenti progressi di Nupedia, a gennaio del 2001 Sanger propose la creazione di un sistema wiki per rendere più dinamico lo sviluppo degli articoli: il risultato di questa proposta è Wikipedia, della quale Sanger ha ideato il nome e gran parte delle regole. Sanger era l'unico contributore pagato di Wikipedia, una condizione che ha avuto dal 15 gennaio 2001 fino alle dimissioni, il 1º marzo 2002.
Il ruolo di Larry Sanger come cofondatore di Wikipedia insieme a Wales è oggetto di discussione nella comunità di Wikipedia, ma nel 2004 Jimmy Wales non chiamò  Sanger con questo appellativo, definendosi il solo fondatore e, pur riconoscendogli un ruolo importante, sottolineò lo status di Larry Sanger quale suo lavoratore dipendente.
Larry Sanger ha lavorato e sviluppato sia Nupedia che Wikipedia finché Wales dovette interrompere i pagamenti degli stipendi nel febbraio 2002; Sanger si dimise il 1° marzo da caporedattore di Nupedia e "capo-organizzatore" di Wikipedia (nella quale in realtà non ha mai voluto nessun titolo). Larry Sanger ha motivato la fine dei suoi contributi a Wikipedia e Nupedia da volontario specificando che non avrebbe potuto rendere giustizia al suo compito nei panni di un volontario part-time. Più di due anni dopo, nel dicembre 2004, scrisse un articolo critico sul sito Kuro5hin nel quale sostenne che esisteva "un'atmosfera politico-sociale in un certo senso velenosa nel progetto" («a certain poisonous social or political atmosphere in the project») che contribuì al suo allontanamento. Nupedia chiuse l'anno successivo, mentre Wikipedia non ha smesso di crescere.
Pur dichiarando di «apprezzare pienamente i meriti di Wikipedia» e di conoscere e sostenere «molto la mission e le linee generali delle politiche di Wikipedia», Sanger ha continuato a sostenere che ci sono gravi problemi nel progetto. C'è, ha scritto, un difetto nell'immagine e nella credibilità pubblica, e il progetto ha dato troppo potere ai troll: questi problemi, ha sostenuto, sono una caratteristica dell'«anti-elitarismo e della mancanza di rispetto per l'esperienza» del progetto.

### Paternità del concetto di Wikipedia
Sul ruolo di Larry Sanger nella creazione di Wikipedia si è aperto un dibattito. Larry Sanger ha dichiarato più volte di avere concepito Wikipedia e di esserne il cofondatore, una versione che Jimmy Wales contesta. Parte della differenza di visione potrebbe stare nella differenza fra i termini "open source" e "wiki", e fra Nupedia e Wikipedia. Larry Sanger ammette che è stato il solo Jimmy Wales a concepire l'idea di un'enciclopedia alla quale i non esperti possono contribuire, come Nupedia. «Per essere chiari, l'idea di un'enciclopedia open source, collaborativa, aperta ai contributi della gente comune, era interamente di Jimmy Wales, non mia» (il corsivo è di Sanger).
Comunque, Larry Sanger sostiene di essere stato lui a portare a Jimmy Wales il concetto di wiki e di avergli consigliato di applicarlo a Nupedia: dopo un po' di scetticismo iniziale, secondo Larry Sanger, Wales ha accettato di provare (Wales ha dichiarato che è stato Jeremy Rosenfeld a suggerirgli per primo l'idea di un'enciclopedia wiki, ma poi, nell'ottobre del 2001, ha specificato che «Larry Sanger ha avuto l'idea di usare un software wiki»). Larry Sanger sostiene anche di aver «proposto il nome 'Wikipedia', un nome stupido per quello che all'inizio era un progetto molto stupido».

### Dopo Wikipedia
Dopo l'addio al progetto di Wales, Larry Sanger tornò nel mondo accademico come conferenziere all'Università statale dell'Ohio, dove insegnò filosofia fino al mese di giugno del 2005. I suoi principali interessi professionali sono l'epistemologia (in cima alle sue preferenze), la filosofia della prima età moderna e l'etica. Nel tempo libero, Sanger suona il violino e insegna musiche tradizionali irlandesi a Columbus e Dayton. Sanger è stato il fondatore della rivista Sanger's Review of Y2K News Reports e cura un sito sulla tradizione del violino di Donegal, una branca della musica irlandese.
Nel mese di dicembre 2005 la fondazione Digital Universe annunciò che Sanger era stato assunto per occuparsi dei contenuti dell'enciclopedia Digital universe, parte del progetto più ampio che sarebbe stato lanciato all'inizio del 2006. A differenza di Wikipedia, l'enciclopedia Digital universe si propone di utilizzare esperti per scrivere articoli e per certificare l'accuratezza di quelli inseriti dagli utenti. A settembre 2006 prese vita il progetto Citizendium, sulle linee guida di Digital Universe.
Nel 2020 ha dichiarato di ritenere che Wikipedia abbia perso la propria neutralità politica in favore di un bias che favorisce un'ottica di sinistra, aggiungendo nel luglio 2021 di non fidarsi ormai più dell'enciclopedia libera che aveva contribuito a creare.